# Maksim Kantor

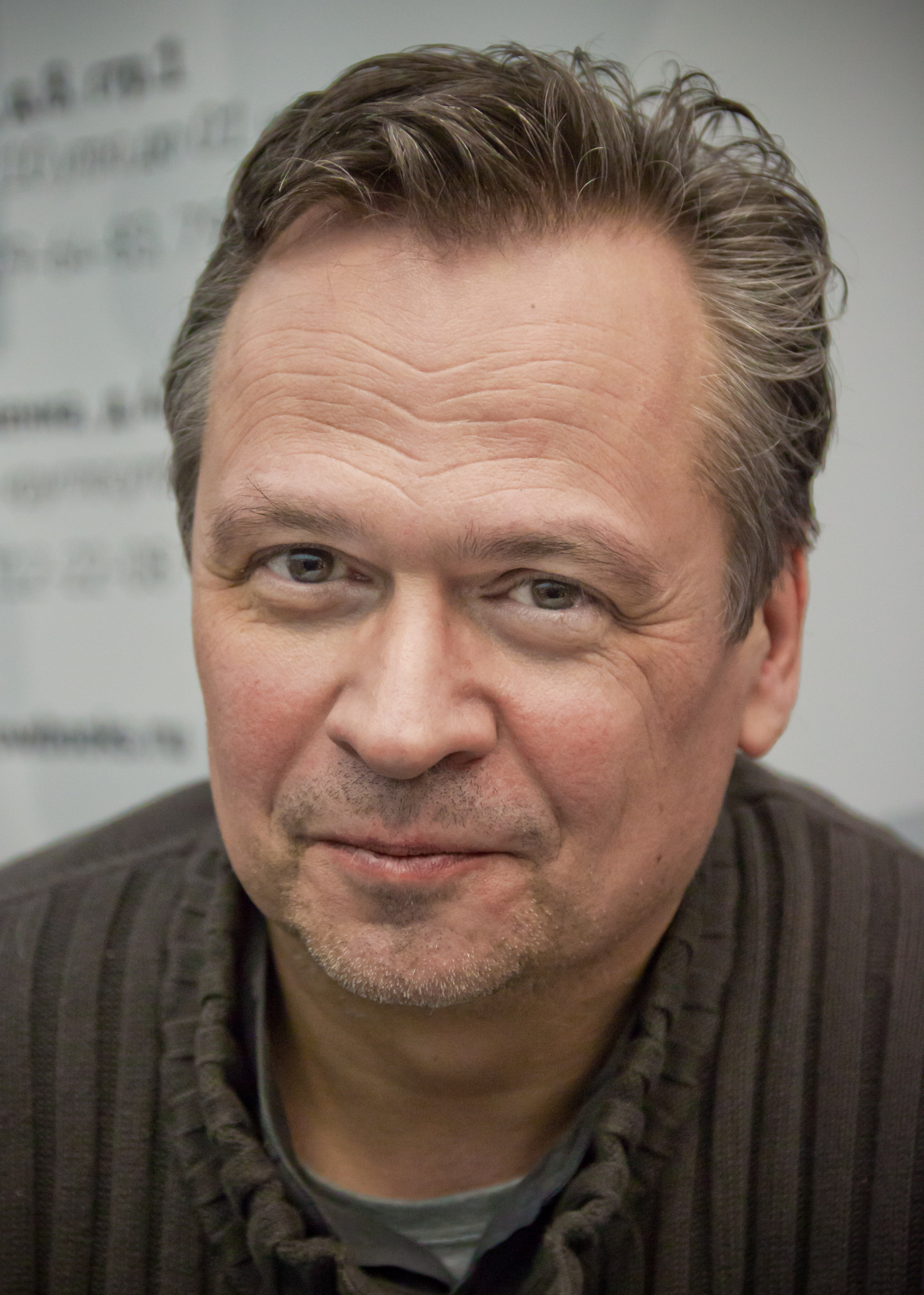
Maksim Kantor, 2013

Maksim Karlovitsj Kantor (Russisch: Макси́м Ка́рлович Ка́нтор) (Moskou, december 1957), is een Russisch schilder en schrijver die in 2006 in Rusland opzien baarde met zijn 'Tekenleerboek' (Учебник рисования). Hierin schetst hij een portret van de Russische 20e-eeuwse geschiedenis. Het boek is nog niet in het Nederlands vertaald. Aan een Duitse vertaling wordt gewerkt. In 2021 verscheen zijn boek Azart dat hij tevens heeft geïllustreerd. 